# Yannick Berthelot
 (janvier 2021).
Yannick Berthelot, né le 1er avril 1955 à Amboise, est un joueur d'échecs et entraîneur français. Maître de la Fédération internationale des échecs depuis 1989, il est surtout connu pour ses compétences d'entraîneur.

## Carrière
Yannick Berthelot a remporté le championnat de France d'échecs des jeunes en catégorie junior en 1974 et les tournois internationaux de Guernesey en 1979 et Tunis en 1992.

## Titres obtenus en tant qu'entraîneur de jeunes
Il est surtout connu en tant qu'entraîneur chez les jeunes pour avoir obtenu de nombreux succès dont 16 titres de champion de France, 3 de champion d'Europe et 1 de vice-champion du Monde. Il fut entraîneur de l'équipe de France jeune pendant 6 années de 2005 à 2010. 

### Romain Édouard
- 2006 : Romain Édouard champion de France (catégorie Minime) à Aix les Bains
- 2006 : Romain Édouard champion d'Europe des moins de 16 ans à Herceg Novi (Monténégro).
- 2007 : Romain Édouard vice-champion du monde des moins de 18 ans à Šibenik (Croatie).

### Cécile Haussernot
- 2008: Cécile Haussernot championne de France (catégorie Benjamine) à La Roche sur Yon
- 2009 et 2007 : Cécile Haussernot championne d'Europe à Fermo (Italie, moins de 10 ans) et à Šibenik (Croatie, moins de 12 ans).

### Champions de France des jeunes
- 1976 : Dominique Giacomazzi (catégorie juniors) à La Grande Motte
- 1978 : Vincent Massé (catégorie benjamins) à Brest
- 1992 : Héloise Legrand (catégorie poussines) à Sucé sur Erdre
- 2002 : Axel Delorme (catégorie minimes) à Hyères
- 2007 : Margaux Lefevre (catégorie benjamines) à Le Grand Bornand
- 2008 : Maxime Lagarde (catégorie benjamins) à La Roche sur Yon
- 2011 : Dimitri Largarde (catégorie poussins) et Maelyss Ragot Gaufreteau (catégorie poussines) à Montluçon
- 2014 : Honorine Auvray (catégorie minimes) à Belfort
- 2010 : Vassili Chesterkine (catégorie poussins) et Dimitri Lagarde (catégorie petits poussins) à Troyes

### Compétitions par équipes
- 1980 et 1981 : titres de champion de France des collèges pour le Collège Gaston Serpette
- 1997 : titre de champion de France Interclubs pour l'équipe jeune de Sautron[4]